# Закума
Национален парк „Закума“ е национален парк, разположен в Южен Чад.
Създаден през 1963 г., той е първият национален парк на Чад. Покрива площ от почти 3000 km². Паркът е изцяло обграден от Резервата за защита на фауната „Бахр Саламат“.
„Закума“ е бил пренебрегнат по времето на гражданската война, но програма за възстановяване, подкрепена от Европейския съюз, започва през 1989 г. и продължава до 2006 г.
Територията в парка преживява значителен спад в броя на някои диви видове през последните десетилетия. Например, стадата на слонове от над 300 000 слона през 1970 г. намаляват до 10 000 бр. през 2007 г. Слонът е официално защитено животно, но правителството не полага достатъчно усилия за да го защити, въпреки помощта от ЕС.
Фауната на парка включва 44 вида от големи бозайници, както и много видове птици. През 2005 г. проучване определя броя на лъвовете в парка — 120, а на слоновете — 3885 бр.
Нови места за настаняване на туристи функционират в парка от 2003 г.
Национален парк „Закума“ е предложен от чадското правителство за включване в списъка на защитени територии на ЮНЕСКО.